# Deportivo Cali
Deportivo Cali je kolumbijski nogometni klub iz Calija, ki igra v kolumbijski prvi ligi. Ustanovljen je bil leta 1912, domači stadion kluba je Estadio Deportivo.

## Uspehi
- Kolumbijski državni prvaki (9 x ) 1965, 1967, 1969, 1970, 1974, 1996, 1998, 2005-II, 2015-I
- Kolumbijski pokal (1 x ): 2010
- Kolumbijski Superliga (1 x ): 2014

## Nekdanji znani igralci
| - Hugo Rodallega - Carlos Valderrama - Mario Yepes - Farid Camilo Mondragón - Sergio Angulo - Victor Bonilla - Henry Caicedo - Carlos Enrique Estrada - Edison Mafla - Bernardo Redin - Diego Edison Umaña - Federico Vairo - Alberto de Jesus Benitez | - Nestor Scota - Carlos Amaro Nadal - Ricardo Villa - José Yudica - Martín Cardetti - Jorge Aravena - Blas Pérez - Roberto Fernández - Jorge Amado Nunes - Zenen Mosquera - Valeriano López - Miguel Angel Loayza |